# Barnesville, Ohio
Barnesville là một làng thuộc quận Belmont, tiểu bang Ohio, Hoa Kỳ. Năm 2010, dân số của làng này là 4193 người.

## Dân số
- Dân số năm 2000: 4225 người.
- Dân số năm 2010: 4193 người.